# El proceso de Burgos
El proceso de Burgos es un largometraje documental español, dirigido por Imanol Uribe, sobre el consejo de guerra realizado a raíz del asesinato del comisario de la brigada político-social de Guipúzcoa, Melitón Manzanas, en un atentado de ETA el 2 de agosto de 1968.

## Argumento
La película es una recopilación de entrevistas y testimonios de los encarcelados y encausados en el consejo de guerra del proceso de Burgos, que se llevó a cabo tras declararse el estado de excepción en Guipúzcoa y detenerse a cientos de personas a raíz del atentado.

## Palmarés cinematográfico
- Perla del Cantábrico a la mejor película de habla hispana, en el Festival Internacional de Cine de San Sebastián 1979.[1]